# 피터 패럴리
피터 패럴리(Peter Farrelly, 1956년 12월 17일 ~ )는 미국의 영화 감독, 영화 각본가, 프로듀서, 소설가이다. 동생 보비 패럴리와 형제 감독으로도 활동한다. 영화 《덤 앤 더머》, 《메리에겐 뭔가 특별한 것이 있다》, 《내겐 너무 가벼운 그녀》 등을 통해 코미디 및 로맨틱 코미디 장르 감독으로 유명하다. 2018년 영화 《그린 북》을 통해 아카데미 작품상 및 각본상을 수상했다.

## 작품 목록
- 단독 연출
  - 덤 앤 더머 (1994)
  - 무비 43 (2013)
  - 그린 북 (2018)
  - 지상 최대 맥주배달 작전 (2022)
  - 리키 스태니키 (2024)

- 형제 연출
  - 킹 핀 (1996)
  - 메리에겐 뭔가 특별한 것이 있다 (1998)
  - 미 마이셀프 앤드 아이린 (2000)
  - 오스모시스 존스 (2001)
  - 내겐 너무 가벼운 그녀 (2001)
  - 붙어야 산다 (2003)
  - 날 미치게 하는 남자 (2005)
  - 하트브레이크 키드 (2007)
  - 홀 패스 (2011)
  - 바보 삼총사 (2012)
  - 덤 앤 더머 투 (2014)